# Marie-Hélène Aubert
Marie-Hélène Aubert (ur. 16 listopada 1955 w Nantes) – francuska polityk, eurodeputowana VI kadencji (2004–2009).

## Życiorys
Absolwentka anglistyki na Uniwersytecie w Tours, pracowała jako nauczyciel i bibliotekarz. Zaangażowana w działalność Zielonych, od 1992 do 1998 zasiadała w radzie Regionu Centralnego.
W latach 1997–2002 sprawowała mandat deputowanej do Zgromadzenia Narodowego XI kadencji. Od 2001 pełniła funkcję jego wiceprzewodniczącej. W 1999 z listy Zielonych została wybrana do Parlamentu Europejskiego. Zasiadała we frakcji Zielonych i Wolnego Sojuszu Europejskiego (od 2007 jako wiceprzewodnicząca tej grupy), pracowała m.in. w Komisji Rybołówstwa oraz Komisji Rolnictwa i Rozwoju Wsi.
W 2008 opuściła Zielonych, krytykując kierunek polityczny tej partii. Prezydent François Hollande powołał ją na doradcę do spraw zrównoważonego rozwoju i międzynarodowych negocjacji klimatycznych. W 2016 została powołana na funkcję inspektora generalnego do spraw zrównoważonego rozwoju.